# 부산전자공업고등학교
부산전자공업고등학교(釜山電子工業高等學校)는 대한민국 부산광역시 동래구 온천동에 있는 공립 고등학교이다.

## 학교 연혁
- 1938년 3월 1일 : 동래공립농업실수학교 1년제 설립인가
- 1938년 6월 1일 : 부산시 수영 남수리 가교사에서 개교
- 1938년 10월 27일 : 동래공립농업실수학교 개교 및 입학식
- 1942년 4월 1일 : 동래공립원예전수학교로 3년제 승격
- 1943년 3월 1일 : 부산시 온천동 본 교사에 이전(구 제2농장)
- 1945년 4월 2일 : 부산공립원예전수학교로 교명 변경(3년제)
- 1949년 9월 1일 : 부산공립원예중학교로 승격(6년제)
- 1950년 5월 1일 : 부산원예고등학교로 승격(원예과, 축산과)
- 1970년 3월 2일 : 부산실업고등학교로 교명 변경(원예과, 응용화학과, 전자과, 자동차과 설치)
- 1974년 3월 1일 : 동래공업고등학교로 교명 변경(기계과(5), 화공2부(2) 신설, 원예과 학생모집 중지)
- 1978년 3월 1일 : 부산전자공업고등학교로 교명 변경(전자특성화공고 지정, 정보기술과 2학급 신설)
- 1992년 6월 20일 : 부산직할시 공업계고등학교 전자계열 공동실습소 개소
- 2008년 3월 1일 : 국방부 지원 정보통신 분야 군특성화 고등학교 운영
- 2009년 3월 1일 : 부산광역시교육감 지정 전자・통신 분야 특성화고등학교 운영
- 2010년 3월 1일 : 부산광역시교육청 지정 군특성화 정책 연구학교 운영(2010.3.~2012.2, 2년)
- 2017년 3월 1일 : 학과 개편(전자시스템과 5학급, 전자통신과 2학급, 기계자동차과 3학급)
- 2023년 9월 1일 : 제20대 하태현 교장 취임
- 2023년 12월 29일 : 부산광역시교육청 특성화고 운영 자율학교 재지정(2024.3.1.~2029.2.28.)
- 2024년 2월 7일 : 제81회 졸업(졸업생 190명, 총 40,950명)
- 2024년 3월 4일 : 2024학년도 신입생 입학(219명)

## 설치 학과
- 전기전자과
- 전자통신과
- 기계자동차과

## 참고 자료
- 부산전자공업고등학교 - 한국교육학술정보원 학교알리미